# Гера
Гера (на немски: Gera) е град в провинция Тюрингия, Германия. Той е третият по големина град в провинцията, след Ерфурт и Йена. Разположен е в източната част на Тюрингия, на реката Вайсе Елстер, на около 60 km на юг от Лайпциг и на 80 km на изток от Ерфурт. Населението му е 95 384 жители (2012 г.)

## География
Гера е разположена на височина от 180 m н.в. (ниво на реката Вайсе Елстер) до 354 m н.в. (югоизточният край на града, Гера-Фалка). За средна стойност обикновено се приема 205 m н.в., височината на Пазарния площад.
До западната граница на Гера се намира Градската гора на Гера (Geraer Stadtwald), най-големият в Тюрингия горски масив в рамките на град. На северозападната граница на града е разположен друг горски масив – Цайцската гора (Zeitzer Wald), отнасяща се към федералната провинция Саксония-Анхалт.

## История
На 1 март 1908 г. в замъка Остерщайн, на брега на Бели Елстер по склоновете на Хайнберг над град Гера е сключен бракът (на лютеранска церемония) между княза на България Фердинанд I и принцесата на Ройс Елеонора.  

## Икономика и инфраструктура
Някои от основните предприятия в Гера са:
- SRH Waldklinikum (частна клиника)
- Dagro Gera GmbH (машиностроително предприятие)
- DTKS GmbH, Deutsche Telekom AG (комуникации)
- Schloßsicherungen Gera GmbH (охранителни устройства)
- POG Präzisionsoptik Gera GmbH (оптика)
- Electronicon Kondensatoren GmbH (електрическо оборудване)
- Othüna (маргарин)
- Kompressorenwerk Kaeser (производство на компресори)
- SMK-Präzisionsmechanik (прецизни инструменти)
- Max Bögl (дъщерно предприятие на конструкторската фирма)
- Rittal (информационни технологии)
- D+S Europe (интернет доставчик)

## Побратимени градове
- Арнем, Холандия
- Горажде, Босна и Херцеговина
- Куопио Финландия
- Нюрнберг, Германия
- Пилзен, Чехия
- Псков, Русия
- Ростов на Дон, Русия
- Сен Дьони, Франция
- Скерневице, Полша
- Сливен, България
- Тимишоара, Румъния
- Форт Уейн, САЩ